# United Football League (Filipines)
La United Football League (UFL) fou la màxima competició de futbol a les Filipines organitzada per la Football Alliance (FA) i la United Football Clubs Association (UFCA).

## Història
Començà com un campionat semi-professional. Se celebrà entre 2009 i 2016. La disputaven 12 equips sense ascensos i descensos. Un total de 20 clubs han participat en la UFL des de la seva fundació.
Des de la temporada 3013 començaren els descensos i ascensos entre divisions. Amb la desaparició de la UFL Division 2 el 2016, s'abandonà el sistema d'ascensos i descensos.
Clubs participants:
- 2010: 8 clubs
- 2011: 7 clubs
- 2012-2013: 10 clubs
- 2014: 9 clubs
- 2015: 10 clubs (reduït a 9 a mitja temporada)
- 2016: 12 clubs (reduït a 9 a mitja temporada)

Altres competicions organitzades:
- UFL Cup
- UFL FA Cup
- UFL FA League Cup

## Clubs
| Club                         | Fundació | Temporades      |
| ---------------------------- | -------- | --------------- |
| Agila                        | 2011     | 2016            |
| Ceres                        | 2012     | 2015-2016       |
| Forza                        | 2010     | 2016            |
| General Trias Internationalc |          | 2014-2015       |
| Globala, b                   | 2000     | 2011-2016       |
| Green Archers Uniteda, b     | 1998     | 2010-2016       |
| JP Voltesa                   | 2009     | 2016            |
| Kayaa, b                     | 1996     | 2010-2016       |
| Laos                         | 2000     | 2016            |
| Loyola Meralco Sparksa, b    | 2006     | 2010-2016       |
| Manila Jeepney               | 2013     | 2015            |
| Manila Nomadsa               | 1914     | 2012-2013, 2016 |
| Mendiola                     | 1991     | 2010            |
| Pachanga Diliman             | 1998     | 2013-2015       |
| Pasargad                     | 1996     | 2012-2014, 2016 |
| Philippine Air Force         |          | 2010-13         |
| Philippine Army              | 1960     | 2010-15         |
| Philippine Navy              |          | 2010-12         |
| Stallion                     | 2001     | 2012-2016       |
| Team Socceroo                | 2005     | 2014-2015       |
| Union Internacional Manila   | 2001     | 2010            |

a: Membre fundador de la United Football League

b: Mai descendit a la UFL Division 2
c: Fusionat amb Philippine Army el 2014

## Historial
Font:
- 2009-10: Philippine Air Force
- 2010-11: Philippine Air Force
- 2011-12: Global FC
- 2012-13: Stallion FC
- 2013-14: Global FC
- 2014-15: Ceres FC
- 2016: Global FC

## Estadis
| Manila                          | Taguig            | Makati                       |
| ------------------------------- | ----------------- | ---------------------------- |
| Rizal Memorial Football Stadium | Emperador Stadium | University of Makati Stadium |
| Capacitat: 12.873               | Capacitat: 2.000  | Capacitat: 4.000             |
|                                 |                   |                              |